# Elizabeth Maruma Mrema
Elizabeth Maruma Mrema (Moshi Urban, Tanzania; 5 de enero de 1957) es una abogada y líder en biodiversidad de Tanzania que vive en Montreal, Canadá. Es Directora Ejecutiva Adjunta del Programa de las Naciones Unidas para el Medio Ambiente (PNUMA) desde 2023, bajo el liderazgo de la Directora Ejecutiva Inger Andersen.
Entre 2020 y 2022, Mrema fue secretaria ejecutiva del Convenio de las Naciones Unidas sobre la Diversidad Biológica (CDB); fue la primera mujer africana en ocupar este cargo. Anteriormente ocupó numerosos puestos de liderazgo dentro del PNUMA.

## Biografía
Nacida de padres Chagga, Mrema se crio en la región del Kilimanjaro. Se licenció en Derecho por la Universidad de Dar es Salaam en Tanzania, haciendo más adelante una Maestría en Derecho por la Universidad Dalhousie en Halifax, Canadá y estudios de Postgrado en Relaciones Internacionales y Diplomacia del Centro de Relaciones Exteriores y Diplomacia en Dar es Salaam, Tanzania.

## Carrera profesional
Antes de comenzar a trabajar con el PNUMA, Mrema trabajó para el Ministerio de Asuntos Exteriores y Cooperación de África Oriental de Tanzania, donde trabajó como Consejera/Asesora Jurídica Superior. También impartía clases de Derecho Internacional Público y Diplomacia en el Centro de Relaciones Exteriores de Tanzania.
Desde 2009 hasta 2012, Mrema trabajó en varias organizaciones con sede en Bonn, Alemania. En 2009, fue nombrada Secretaria Ejecutiva Interina del PNUMA/ASCOBANS (Acuerdo sobre la Conservación de Pequeños Cetáceos del Mar Báltico, Atlántico Nororiental, Mar de Irlanda y del Norte), Secretaria Ejecutiva del PNUMA/Secretaría de la Convención sobre la Conservación de Especies Migratorias de Animales Silvestres (CMS) y Secretaría Ejecutiva Interina del Acuerdo PNUMA/Gorilla.
A partir de 2012, Mrema fue subdirectora de la División de Ecosistemas del Programa de las Naciones Unidas para el Medio Ambiente (PNUMA). En este puesto, se le asignó la tarea de supervisar la coordinación, las operaciones y la ejecución del programa de la organización. Más adelante fue nombrada Directora de la División Jurídica del Programa de las Naciones Unidas para el Medio Ambiente (PNUMA) en junio de 2014. En 2018 prestó además servicios como directora interina de la División de Servicios Corporativos. Fue Directora de la División Jurídica y ha trabajado con el PNUMA durante más de dos décadas.
En noviembre de 2019, Mrema ocupó un puesto interino como Oficial a cargo de la Secretaría del CDB. A partir de diciembre de 2019, Mrema prestó servicios como Secretaria Ejecutiva interina de la Secretaría del Convenio de las Naciones Unidas sobre la Diversidad Biológica (CDB). En julio de 2020 se anunció que sería nombrada Secretaria Ejecutiva de dicha agencia.

## Otros trabajos profesionales
Además de desempeñar funciones de liderazgo, Mrema es profesora pro bono en la Facultad de Derecho de la Universidad de Nairobi y anteriormente ha impartido clases también pro bono en la Organización Internacional de Derecho para el Desarrollo (IDLO), en Roma, Italia.
Mrema ha publicado numerosos artículos sobre derecho ambiental internacional y ha coordinado influyentes manuales y preparado directrices para acuerdos ambientales multilaterales, así como otros temas sobre derecho ambiental.

## Premios y reconocimientos
En 2007, Mrema recibió por primera vez el Premio a la Mejor Gerente del Año del PNUMA (el Premio al Personal Baobab del PNUMA) "por su desempeño excepcional y su dedicación hacia el logro de los objetivos del PNUMA".
En 2021, la Comisión Mundial de Derecho Ambiental (WCEL) de la UICN, en colaboración con el Programa de las Naciones Unidas para el Medio Ambiente (PNUMA), otorgó a Mrema el Premio Nicholas Robinson a la Excelencia en Derecho Ambiental.
En 2022, Mrema recibió la Medalla Internacional de Kew del Real Jardín Botánico de Kew por su "vital trabajo en la defensa de la importancia de la conservación de la biodiversidad y por su liderazgo en el mecanismo de derecho internacional más importante para el uso sostenible de la biodiversidad".
En 2023, la revista Time la incluyó en su lista de 'Las 100 personas más influyentes de 2023'.